# I've Just Seen a Face
Pistes de Help!
Tell Me What You See Yesterday
I've Just Seen a Face est une chanson des Beatles, écrite par Paul McCartney (mais créditée Lennon/McCartney, comme toutes les chansons du groupe écrites par John Lennon et McCartney, en collaboration ou non). Elle se retrouve sur l'album Help!, paru le 6 août 1965 en Grande-Bretagne. Elle n'apparaît pas cependant sur la version américaine de l'album, le label Capitol ayant décidé de la déplacer sur le Rubber Soul américain paru le 6 décembre 1965.

## Genèse
I've Just Seen a Face fait partie des chansons des Beatles dont la création est pratiquement sans histoire. Elle part d'une mélodie que Paul McCartney jouait depuis très longtemps à l'occasion de réunions de famille à Liverpool. L'auteur la baptise initialement Auntie Gin's Theme, en raison de l'affection particulière que lui portait sa tante Gin, la plus jeune sœur de Jim McCartney. Le nom de cette tante revient plus tard dans l'œuvre de McCartney, dans sa chanson avec Wings, Let 'Em In, sur l'album Wings at the Speed of Sound. Le bassiste raconte : « Je crois que c'était de moi, totalement. Elle était un peu country and western, selon moi, mais plus rapide cependant. Elle me plaît bien, les paroles fonctionnent. Elle vous pousse toujours plus avant, jusqu'à la ligne suivante. Elle est d'une qualité insistante ».

## Enregistrement
Le 18 juin 1965 est définitivement la journée de Paul McCartney, aux studios EMI d'Abbey Road. Pendant les sessions d'enregistrement de ce jour-là, le bassiste démontre sa capacité de composer et chanter sur trois genres musicaux différents. I've Just Seen a Face est le premier morceau enregistré. Les Beatles la bouclent en six prises, Paul, George Harrison et John Lennon à la guitare acoustique, et Ringo Starr frottant des balais sur une caisse claire et jouant des maracas.
À la suite de l'enregistrement de cette chanson, McCartney démontre sa versatilité en changeant de registre et en interprétant I'm Down, un rock 'n' roll incisif où il livre une prestation vocale époustouflante, à l'image de John Lennon sur Twist and Shout, utilisant son larynx et ses cordes vocales à pleine capacité,. La dernière chanson est Yesterday, sa plus fameuse composition, une ballade acoustique où sa voix, douce et mélancolique, tranche avec la prestation incendiaire qui la précède.

### Interprètes
- John Lennon : guitare acoustique
- Paul McCartney : chant, chœurs, guitare acoustique
- George Harrison : guitare acoustique
- Ringo Starr : caisse claire, maracas

### Équipe technique
- George Martin : producteur
- Norman Smith : ingénieur du son
- Phil McDonald : ingénieur du son

## Paroles et musique
I've Just Seen a Face est une chanson folk à forts accents de musique country. Selon le critique Richie Unterburger d'AllMusic, « plusieurs chansons de l'album Beatles for Sale, ainsi que I'll Cry Instead sur A Hard Day's Night, tendaient déjà vers le country et le western. Toutefois, I've Just Seen a Face est presque du country pur, jouée à un rythme si rapide qu'elle pourrait être qualifiée de bluegrass, si ce n'était de l'absence d'un banjo et d'un violon ».

## Parution et réception
I've Just Seen a Face paraît en Angleterre sur l'album Help! le 6 août 1965. Par contre, pour l'édition américaine, Capitol Records ne garde que les titres entendus dans le film et complète l'album avec les pièces instrumentales de la bande sonore. La chanson est toutefois placée en ouverture de la version trafiquée américaine de Rubber Soul publié le 6 décembre 1965.
La chanson a été reprise plusieurs fois par son auteur Paul McCartney, durant sa carrière solo. Elle fait partie des cinq chansons des Beatles reprises par son groupe Wings lors de leur tournée mondiale de 1975 et 1976 ; elle est immortalisée sur l'album live Wings over America. McCartney la reprend également sur son album Unplugged (The Official Bootleg) en 1991 et lors de son concert sur la Place Rouge de Moscou en 2002. Le 15 février 2015, il en jouera un extrait en direct, accompagné de Paul Simon, lors du numéro d'ouverture de l'émission célébrant le quarantième anniversaire de Saturday Night Live.

### Publication en France
La chanson arrive en France en octobre 1965 sur la face B d'un 45 tours EP (« super 45 tours ») ; elle est accompagnée  de Act Naturally. Sur la face A figurent Tell Me What You See et It's Only Love. La pochette est illustrée d'une photo prise lors d'une séance au studio Farringdon à Londres par les photographes britanniques Bill Francis et Robert Whitaker (en). Celle-ci est l'œuvre de ce dernier . Des clichés pris lors de cette journée ont servi aux pochettes des albums américains Beatles '65 et Beatles VI.

## Reprises
La chanson a été reprise plusieurs fois, notamment par Arlo Guthrie et Warren Zevon, Holly Cole, The Living End, Eddie Vedder, John Pizzarelli, Thrice, Richie Sambora, Brandi Carlile et Tyler Hilton. Elle est chantée par l'acteur Jim Sturgess dans le film Across the Universe, construit autour des chansons des Beatles.